# Tokyo Dome
Tokyo Dome (jap. 東京ドーム Tōkyō Dōmu) – stadion położony w Bunkyō-ku, Tokio, na którym głównie rozgrywane są mecze baseballu. Odbywają się w nim różne koncerty muzyczne.

## Historia
Tokyo Dome został otwarty w 1988 roku. Stadion posiada 45 600 miejsc siedzących.

## Galeria

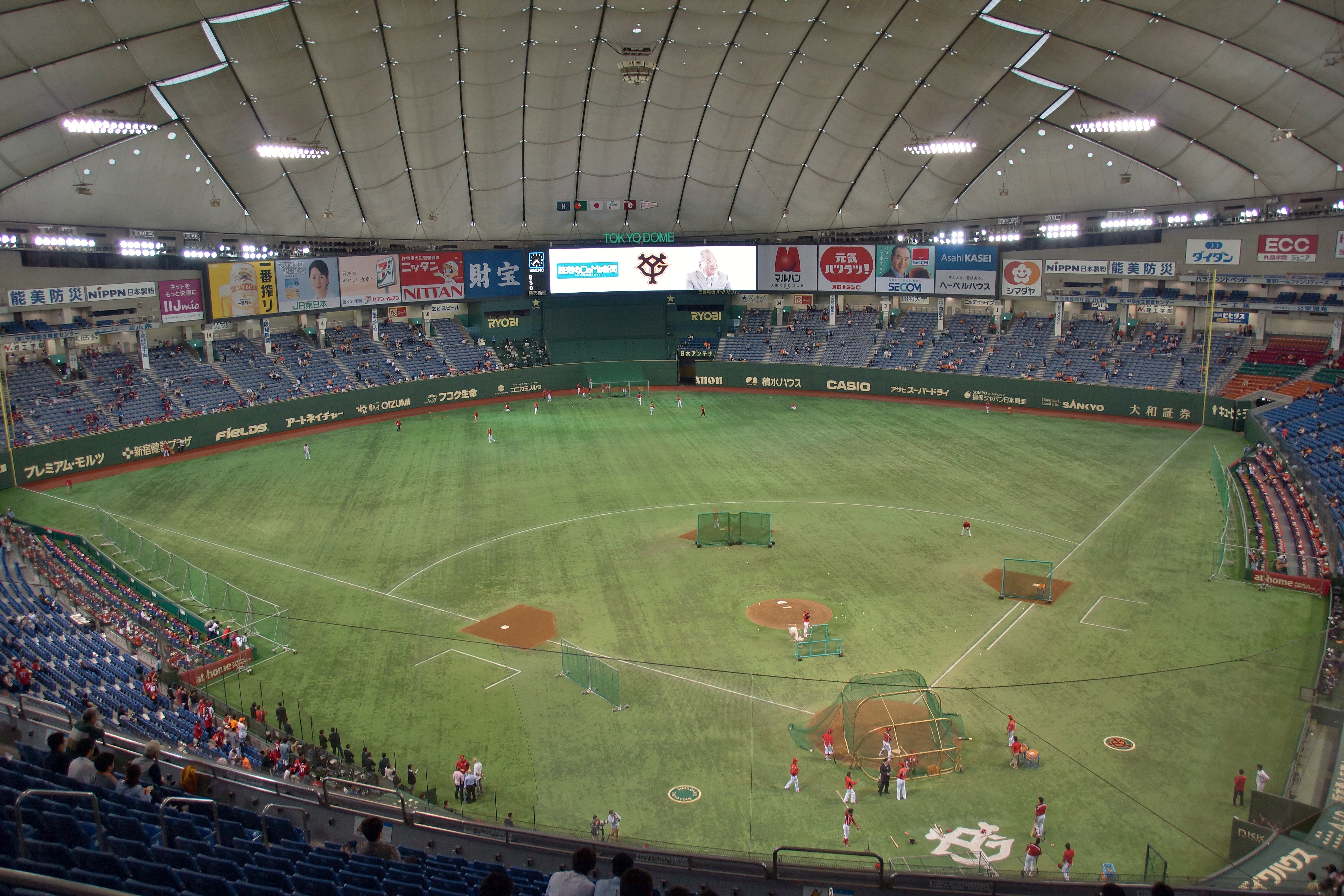
Wnętrze Tokyo Dome (2015)
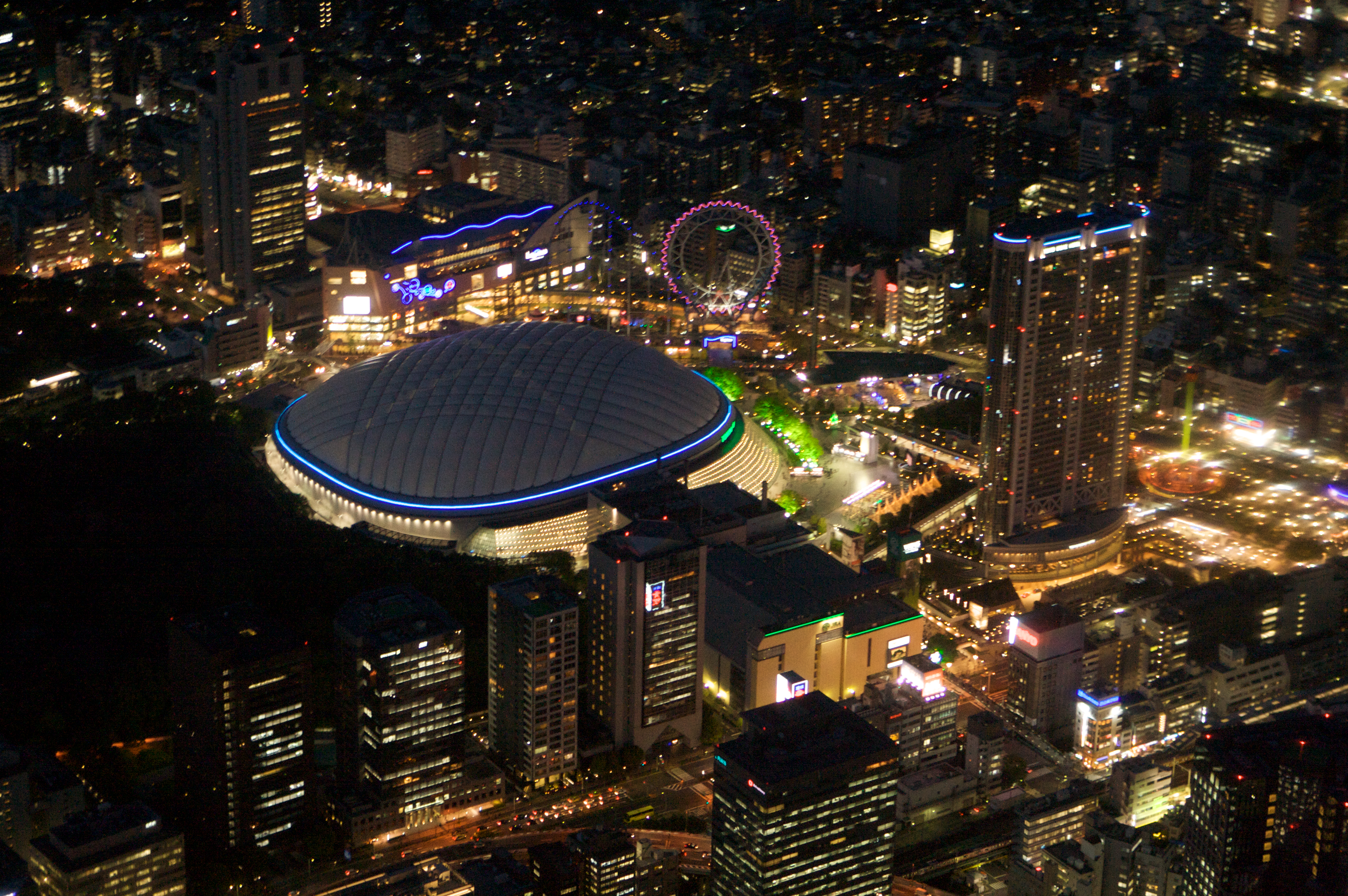
Tokyo Dome wieczorem